# Comuna Toikut, Kovel
Toikut (în ucraineană Тойкут) este o comună în raionul Kovel, regiunea Volînia, Ucraina, formată din satele Lapni, Liubce, Toikut (reședința), Volea și Zaricicea.

## Demografie
Componența lingvistică a satului Toikut
     Ucraineană (99,04%)
     Alte limbi (0,97%)
Conform recensământului din 2001, majoritatea populației satului Toikut era vorbitoare de ucraineană (99,04%), existând în minoritate și vorbitori de alte limbi.